# Nihebcheneb
Nihebcheneb war in der 2. Dynastie unter König (Pharao) Peribsen ein bedeutender altägyptischer Beamter.
Er trug sowohl den Titel „Königlicher Vertrauter“, als auch den Titel „Königlicher Siegler“.
Name und Titulaturen fanden sich auf Tonsiegeln im Grab des Peribsen in Abydos.